# ژیف سور ایوت
شهر ژیف سور ایوت (به فرانسوی: Gif-sur-Yvette) در شهرستان اسون در ناحیه ایل-دو-فرانس با جمعیت ۲۱٬۸۱۶ نفر در کشور فرانسه واقع شده‌است